# Женская сборная Филиппин по футболу
Женская сборная Филиппин по футболу представляет Филиппины в международных матчах по футболу. Управляется федерацией футбола Филиппин. На 25 августа 2023 года занимает 44 место в рейтинге ФИФА.

## История

### Ранние годы
Женская национальная сборная впервые появилась на Филиппинах в 1980 году после основания Кристиной Рамос женской футбольной ассоциации.
В 1985 году команда получила бронзовые медали на играх Юго-Восточной Азии. При этом в турнире принимало участие всего три сборных, а Филиппины уступили в обоих матчах.

### 2000-е
С 2001 по 2007 год главным тренером сборной являлся Марлон Маро. Под его руководством команда выступала на играх Юго-Восточной Азии в 2001 и 2007 годах.

### 2010-е
С 16 по 25 октября 2011 года сборная Филиппин приняла участие в чемпионате АСЕАН.
В 2012 году федерация футбола Филиппин организовала тренировочный лагерь в США. Скауты просматривали футболисток филиппинского происхождения, которые могли быть вызваны в сборную. Также команда приняла участие в товарищеском турнире в Лос-Анджелесе вместе с клубами «Калифорния Космос», «Метро Старс» и «Леон». В финальном матче турнира филиппинские футболистки обыграли «Космос» со счётом 4:3 в дополнительное время.
В 2013 году сборная Филиппин приняла участие в чемпионате АСЕАН и играх Юго-Восточной Азии, а также в отборочном турнире к кубку Азии, в котором заняла второе место в группе после команды Таиланда.
После завершения игр Юго-Восточной Азии тренера сборной Филиппин Эрнеста Ньерраса обвинили в использовании украденных кредитных карт для покупки билетов игрокам сборной, выступающим в США.
В апреле 2015 года на пост главного тренера назначена Летиция Баутиста, задачей которой было успешное выступление сборной на чемпионате АСЕАН. Она стала первой женщиной на посту главного тренера сборной Филиппин.

## Стадион
С октября 2015 года сборная проводит матчи на стадионе «Биньян» в одноимённом городе провинции Лагуна.

## История выступлений на международных турнирах

### Кубки Азии
| Год   | Раунд                  | Место                  | И                      | В                      | Н                      | П                      | МЗ                     | МП                     | РМ                     |
| ----- | ---------------------- | ---------------------- | ---------------------- | ---------------------- | ---------------------- | ---------------------- | ---------------------- | ---------------------- | ---------------------- |
| 1981  | гр. турнир             |                        | 3                      | 0                      | 0                      | 3                      | 1                      | 14                     | −13                    |
| 1983  | гр. турнир             |                        | 5                      | 1                      | 0                      | 4                      | 2                      | 16                     | −14                    |
| 1986  | Не участвовала         | Не участвовала         | Не участвовала         | Не участвовала         | Не участвовала         | Не участвовала         | Не участвовала         | Не участвовала         | Не участвовала         |
| 1989  | Не участвовала         | Не участвовала         | Не участвовала         | Не участвовала         | Не участвовала         | Не участвовала         | Не участвовала         | Не участвовала         | Не участвовала         |
| 1991  | Не участвовала         | Не участвовала         | Не участвовала         | Не участвовала         | Не участвовала         | Не участвовала         | Не участвовала         | Не участвовала         | Не участвовала         |
| 1993  | гр. турнир             |                        | 3                      | 0                      | 0                      | 3                      | 0                      | 32                     | −32                    |
| 1995  | гр. турнир             |                        | 3                      | 0                      | 1                      | 2                      | 0                      | 23                     | −23                    |
| 1997  | гр. турнир             |                        | 3                      | 0                      | 0                      | 3                      | 2                      | 32                     | −30                    |
| 1999  | гр. турнир             |                        | 4                      | 1                      | 0                      | 3                      | 5                      | 8                      | −3                     |
| 2001  | гр. турнир             |                        | 3                      | 0                      | 0                      | 3                      | 1                      | 17                     | −16                    |
| 2003  | гр. турнир             |                        | 4                      | 1                      | 0                      | 3                      | 2                      | 26                     | −24                    |
| 2006  | Не прошла квалификацию | Не прошла квалификацию | Не прошла квалификацию | Не прошла квалификацию | Не прошла квалификацию | Не прошла квалификацию | Не прошла квалификацию | Не прошла квалификацию | Не прошла квалификацию |
| 2008  | Не прошла квалификацию | Не прошла квалификацию | Не прошла квалификацию | Не прошла квалификацию | Не прошла квалификацию | Не прошла квалификацию | Не прошла квалификацию | Не прошла квалификацию | Не прошла квалификацию |
| 2010  | Не участвовала         | Не участвовала         | Не участвовала         | Не участвовала         | Не участвовала         | Не участвовала         | Не участвовала         | Не участвовала         | Не участвовала         |
| 2014  | Не прошла квалификацию | Не прошла квалификацию | Не прошла квалификацию | Не прошла квалификацию | Не прошла квалификацию | Не прошла квалификацию | Не прошла квалификацию | Не прошла квалификацию | Не прошла квалификацию |
| 2018  |                        | 6                      | 4                      | 1                      | 0                      | 3                      | 3                      | 12                     | −9                     |
| 2022  | 1/2 финала             | 4                      | 5                      | 2                      | 1                      | 2                      | 8                      | 7                      | +1                     |
| Всего | 10/17                  | —                      | 37                     | 6                      | 2                      | 29                     | 22                     | 187                    | −165                   |

### Чемпионаты мира
| Год   | Раунд                  | Место                  | И                      | В                      | Н                      | П                      | МЗ                     | МП                     | РМ                     |
| ----- | ---------------------- | ---------------------- | ---------------------- | ---------------------- | ---------------------- | ---------------------- | ---------------------- | ---------------------- | ---------------------- |
| 1991  | Не участвовала         | Не участвовала         | Не участвовала         | Не участвовала         | Не участвовала         | Не участвовала         | Не участвовала         | Не участвовала         | Не участвовала         |
| 1995  | Не прошла квалификацию | Не прошла квалификацию | Не прошла квалификацию | Не прошла квалификацию | Не прошла квалификацию | Не прошла квалификацию | Не прошла квалификацию | Не прошла квалификацию | Не прошла квалификацию |
| 1999  | Не прошла квалификацию | Не прошла квалификацию | Не прошла квалификацию | Не прошла квалификацию | Не прошла квалификацию | Не прошла квалификацию | Не прошла квалификацию | Не прошла квалификацию | Не прошла квалификацию |
| 2003  | Не прошла квалификацию | Не прошла квалификацию | Не прошла квалификацию | Не прошла квалификацию | Не прошла квалификацию | Не прошла квалификацию | Не прошла квалификацию | Не прошла квалификацию | Не прошла квалификацию |
| 2007  | Не прошла квалификацию | Не прошла квалификацию | Не прошла квалификацию | Не прошла квалификацию | Не прошла квалификацию | Не прошла квалификацию | Не прошла квалификацию | Не прошла квалификацию | Не прошла квалификацию |
| 2011  | Не участвовала         | Не участвовала         | Не участвовала         | Не участвовала         | Не участвовала         | Не участвовала         | Не участвовала         | Не участвовала         | Не участвовала         |
| 2015  | Не прошла квалификацию | Не прошла квалификацию | Не прошла квалификацию | Не прошла квалификацию | Не прошла квалификацию | Не прошла квалификацию | Не прошла квалификацию | Не прошла квалификацию | Не прошла квалификацию |
| 2019  | Не прошла квалификацию | Не прошла квалификацию | Не прошла квалификацию | Не прошла квалификацию | Не прошла квалификацию | Не прошла квалификацию | Не прошла квалификацию | Не прошла квалификацию | Не прошла квалификацию |
| 2023  | гр. турнир             |                        | 3                      | 1                      | 0                      | 2                      | 1                      | 8                      | −7                     |
| Всего | 1/9                    | —                      | 3                      | 1                      | 0                      | 2                      | 1                      | 8                      | −7                     |

### Чемпионаты АСЕАН
| Год   | Раунд          | Место          | И              | В              | Н              | П              | МЗ             | МП             | РМ             |
| ----- | -------------- | -------------- | -------------- | -------------- | -------------- | -------------- | -------------- | -------------- | -------------- |
| 2004  | гр. турнир     | 6              | 3              | 1              | 0              | 2              | 2              | 7              | −5             |
| 2006  | Не участвовала | Не участвовала | Не участвовала | Не участвовала | Не участвовала | Не участвовала | Не участвовала | Не участвовала | Не участвовала |
| 2007  | гр. турнир     | 7              | 3              | 0              | 0              | 3              | 3              | 14             | −11            |
| 2008  | гр. турнир     | 7              | 3              | 1              | 0              | 2              | 3              | 20             | −17            |
| 2011  | гр. турнир     | 6              | 3              | 0              | 1              | 2              | 3              | 9              | −6             |
| 2012  | гр. турнир     | 5              | 3              | 1              | 0              | 2              | 9              | 9              | 0              |
| 2013  | гр. турнир     | 6              | 4              | 2              | 0              | 2              | 15             | 11             | +4             |
| 2015  | гр. турнир     | 5              | 3              | 1              | 0              | 2              | 4              | 8              | −4             |
| 2016  | гр. турнир     | 6              | 3              | 1              | 0              | 2              | 2              | 8              | −6             |
| 2018  | гр. турнир     | 6              | 4              | 1              | 1              | 2              | 6              | 12             | −6             |
| 2019  | 1/2 финала     | 4              | 6              | 3              | 0              | 3              | 17             | 9              | +8             |
| 2022  | чемпион        | 1              | 7              | 6              | 0              | 1              | 23             | 2              | +21            |
| Всего | 11/12          | 1 титул        | 42             | 17             | 2              | 23             | 87             | 109            | −22            |

1. 1 2 3  В ничьи включены также матчи плей-офф, которые завершились послематчевыми пенальти.

## Главные тренеры
- Эдвард Магальона (1981)
- Орландо Плагата (1985)
- Антонио Моралес (1988)
- Марлон Маро (1999—2007)
- Ханс Смит (2008)
- Хоэль Вильярино (2008—2009)
- Эрнест Ньеррас (2011—2013)
- Летиция Баутиста (2013—2017)
- Марнелли Димзон (2017)
- Ричард Бун (2017—2018)
- Рабах Бенларби (2018)
- Летиция Баутиста (2018)
- Марнелли Димзон (2018—2019)
- Марлон Маро (2021)
- Ален Стайчич (2021—н. в.)